# Højre og venstre
Højre og venstre er udtryk for to sider i forhold til hinanden eller en midte, relativt fra en bestemt synsvinkel, typisk talerens.
Tekster på sprog der bruger en variant af et latinsk alfabet, læses fra fra venstre mod højre, mens tekster der er sat med arabisk, persisk eller hebraisk skrift, læses fra højre mod venstre.

## Etymologi
Ordet "højre" stammer via gammeldansk høghræ fra norrønt hǿgri, fra adjektivet hǿgr med betydningen "bekvem". Den højre hånd er for de fleste den, det er bekvemt at bruge. "Hun er hans højre hånd" betyder nærmest at være uundværlig, mens "venstrehåndsarbejde" er noget andenklasses.
"Venstre", også fra norrønt, er dog beslægtet med "en ven". Gammelengelsk winstre/winestra, egentlig "venligere", betød også "venstre". Man har tænkt sig, at ordet var en eufemisme, fordi venstre hånd blev anset som ringere end højre. Ordet left, der anses at stamme fra dialekter nordpå og i Kent, kan have været en erstatning for et tabuord, hvis det stammer fra urindoeuropæisk *laiwo- ligesom latin laevus, der betød både "venstre" og "skadelig". Græsk benytter en eufemisme for "venstre", nemlig aristeros, egentlig "den bedre" (jfr avestisk vairyastara- = til venstre, af vairya- = tiltrækkende). På tysk hedder "venstre" link, på hollandsk linker, nok fra gammelhøjtysk slinc, beslægtet med svensk linka (= halte) og slinka (= dingle), samt gammelengelsk slincan (= kravle).
Etymologi for "højre" og "venstre" i andre sprog trækker også i retning af en kontrast mellem godt og dårligt. På latin er dette udpræget tydeligt, idet dexter betød både "højre" og "behændig" (bevaret i det engelske ord dexterous), mens sinister betød både "venstre" og "ildevarslende" - en betydning bevaret også i dagens engelsk. På engelsk stammer left (= venstre) fra gammelengelsk lyft (= kraftløs), og det ældre engelske udtryk "over the left [shoulder]" (= over venstre [skulder]) betyder, at man afviser eller ignorerer det, der er sagt - hvorimod "højre" hedder right, der også betyder "rigtig", "korrekt", af gammelengelsk riht, der først fra 1100-tallet blev benyttet om "højre" - oprindeligt var ordet kun brugt i betydningen "god, ordentlig, passende". Den samme udvikling sees i tysk recht og latin rectus, fra urindoeuropæisk *reg- (retlinjet bevægelse, at regere, at få orden på) - kilde også til græsk orektos (= udstrakt, oprejst), gammelirsk recht (= lov), walisisk rhaith, bretonsk reiz (= retfærdig, klog). Tilsvarende hedder "højre" på fransk droit fra latin directus (= retlinjet, direkte); og slaviske ord for "højre", såsom polsk prawy og russisk пра́вый, er lånt fra gammel kirkeslavisk pravu (= retlinjet), fra urindoeuropæisk *pro med roden *per- (= fremad, foran, først).

## I trafikken
I de fleste lande kører man i højre side. De fleste venstrekørselslande er tidligere britiske kolonier.

## Til søs
Styrbord er højre side af skibet, når man kigger fremad i forlæns sejlretning. Markeres med grøn lanterne.
Bagbord er venstre side og har rød lanterne.
Vikingeskibe havde styreårer (ror) på højre side (bord), hvor man, når man holdt styreåren med begge hænder, havde ryggen mod bådens venstre side (bagbord).

## I teatret
Det kan skabe usikkerhed at sige højre og venstre side på et teater, hvor man taler om kongesiden og damesiden. Befinder man sig på tilskuerpladserne med front mod scenen, er kongesiden til venstre og damesiden til højre. Disse to udtryk benyttes dog sjældent udenfor teaterbranchen. De svarer til placeringerne af kongelogen og hofdamelogen i Det Kongelige Teater i København.

## I heraldikken
Når man i heraldikken taler om højre og venstre, er det altid som set fra den, der bærer skjoldet, hvad der kan være forvirrende, når beskueren nødvendigvis ser siderne omvendt. Af denne grund benyttes udtrykkene dekster for (heraldisk) højre og sinister for (heraldisk) venstre.

## I politik
Det politiske begreb "venstre" og "højre" opstod i sommeren 1789, under Den Franske Revolutions uro, som medførte en markant ændring i Frankrigs politiske situation. Da urolighederne eskalerede, samledes Nationalforsamlingen for at fungere som regering, og for at skrive en ny forfatning. Her diskuterede man, hvor meget autoritet kong Ludvig XVI skulle have. Under diskussionen sad de anti-royalistiske revolutionære til venstre for forsamlingens præsident, mens de, der stadig støttede monarkiet, sad til højre. Generelt står venstrefløjen for dem, der går ind for lighed i samfundet og mere forandring, mens højrefløjen står for dem, der ønsker at være tættere på traditionen.